# OCL
OCL é um acrónimo de Object Constraint Language (ou Linguagem para Especificação de Restrições em Objetos, em português). É uma linguagem declarativa para descrever as regras que se aplicam aos modelos UML desenvolvida na IBM e que agora é parte do padrão UML. OCL, inicialmente, era apenas uma extensão de UML para especificações formais de modelos. 
A linguagem OCL é uma linguagem de texto precisa que possibilita a expressão de restrições em um modelo orientado a objeto que não possam ser especificadas através dos diagramas.
OCL, por fornecer expressões livres das ambiguidades das linguagens naturais e menos difíceis que os métodos formais tradicionais, complementa os modelos UML. [carece de fontes?]